# فيئة
فَيْئَة (الاسم العلمي: Spizaetus)، هو نمط من الطيور الجارحة من جنس عقاب الباز الموجود في المناطق الاستوائية في الأمريكتين. ومع ذلك، فقد أُستخدم الاسم للإشارة إلى مجموعة من العقبان الاستوائية التي تضم أنواعًا توجد في جنوب وجنوب شرق آسيا وممثل واحد في الغابات المطيرة في غرب إفريقيا. فُصلت أنواع العالم القديم وأُدخلت إلى جنس أفياء. العديد من الأنواع لها قمة رأس بارزة. هذه الطيور الجارحة متوسطة إلى كبيرة الحجم، يتراوح طول معظمها بين 55 و 75 سم (21.5 و 29.5 بوصة)، غالبًا ما تكون طويلة الذيل ونحيلة.
قام اتحاد علماء الطيور الأمريكيين في عام 2007 بدمج Spizastur في Spizaetus.
عقبان الفيئة هي طيور حرجية والعديد من اأنواعها تفضل غابات المرتفعات. تبني أعشاشها في الأشجار. ريش الجنسين متماثل مع الأجزاء العلوية ذات اللون البني والأجزاء السفلية باهتة، يمكن تمييز الطيور الصغيرة عن البالغين، غالبًا عن طريق رؤوسها ناصعة البياض.
قوتها الفقاريات متوسطة الحجم مثل الثدييات والطيور والزواحف.
الأنواع التي صُنفت تاريخيًا في هذا الجنس هي:
أنواع العالم الجديد مُقيدة في فيئة
| الصورة | الاسم العلمي           | الاسم الشائع                                      | التوزيع                                                                                  |
| ------ | ---------------------- | ------------------------------------------------- | ---------------------------------------------------------------------------------------- |
|        | Spizaetus tyrannus     | عقاب الباز الأسود أو باز العقاب الطاغي            | من وسط المكسيك إلى شرق بيرو وجنوب البرازيل وأقصى شمال الأرجنتين                          |
|        | Spizaetus melanoleucus | عقاب الباز الأسود الأبيض, traditionally Spizastur | أواكساكا إلى فيراكروز في جنوب المكسيك جنوبًا في جميع أنحاء أمريكا الوسطى                  |
|        | Spizaetus ornatus      | عقاب الباز المنمق                                 | جنوب المكسيك وشبه جزيرة يوكاتان، إلى ترينيداد وتوباغو، جنوبًا إلى بيرو والأرجنتين         |
|        | Spizaetus isidori      | عقاب الباز أسود كستنائي                           | جبال الأنديز الشمالية (بما في ذلك النطاق الساحلي الفنزويلي وسييرا نيفادا دي سانتا مارتا) |

أنواع العالم القديم المنقولة إلى أفياء:
- أفياء فلوريس Nisaetus floris (سابقًا Spizaetus cirrhatus floris أو Spizaetus floris)
- أفياء جبلي, Nisaetus nipalensis (سابقًا Spizaetus nipalensis)
  - أفياء ليغ غاتس الغربية وسريلانكا وهناك أقتراح أن تُجعل سلالة مستقلة كاملة.[6]
- أفياء بليث, Nisaetus alboniger (سابقًاSpizaetus alboniger)
- أفياء جاوي, Nisaetus bartelsi (سابقًا Spizaetus bartelsi)
- أفياء سولاوي, Nisaetus lanceolatus (سابقًا Spizaetus lanceolatus)
- أفياء فلبيني, Nisaetus philippensis (سابقًا Spizaetus philippensis)
  - Southern Philippine hawk-eagle, Nisaetus pinskeri (سابقًا Spizaetus (philippensis) pinskeri)
- أفياء والاس, Nisaetus nanus (سابقًا Spizaetus nanus)

نُقل إلى العقاب الحقيقي
- عقاب الباز كاسن, عقاب إفريقي (سابقًا Spizaetus africanus)

## الهوامش
1. 1 2  IOC World Bird List Version 6.3 (بالإنجليزية), 21 Jul 2016, DOI:10.14344/IOC.ML.6.3, QID:Q27042747
2. ↑  IOC World Bird List. Version 7.2 (بالإنجليزية), 22 Apr 2017, DOI:10.14344/IOC.ML.7.2, QID:Q29937193
3. ↑  World Bird List: IOC World Bird List (بالإنجليزية) (6.4th ed.), International Ornithologists' Union, 2016, DOI:10.14344/IOC.ML.6.4, QID:Q27907675
4. ↑  Helbig AJ, Kocum A, Seibold I & Braun MJ (2005) A multi-gene phylogeny of aquiline eagles (Aves: Accipitriformes) reveals extensive paraphyly at the genus level. نسالة جزيئية and evolution 35(1):147-164 PDF نسخة محفوظة 6 نوفمبر 2014 على موقع واي باك مشين. "نسخة مؤرشفة". مؤرشف من الأصل في 2014-11-06. اطلع عليه بتاريخ 2022-04-11.{{استشهاد ويب}}:  صيانة الاستشهاد: BOT: original URL status unknown (link)
5. ↑  Banks et al. (2007)
6. ↑  Gjershaug, J. O.; Diserud, O. H.; باميلا راسموسن & Warakagoda, D.  [لغات أخرى]‏ (2008) "An overlooked threatened species of eagle: Legge’s Hawk Eagle Nisaetus kelaarti (Aves: Accipitriformes)" (PDF) Zootaxa 1792: 54–66 نسخة محفوظة 2021-10-19 على موقع واي باك مشين.